# Platycarpa boliviensis
Platycarpa boliviensis är en svampart som beskrevs av Couch 1949. Platycarpa boliviensis ingår i släktet Platycarpa och familjen Eocronartiaceae.   Inga underarter finns listade i Catalogue of Life.